# Prix Italia
Prix Italia är ett italienskt radio- och TV-pris som utdelas årligen. Det instiftades 1948 av dåvarande Radio Italiana (nu RAI) och är därmed världens äldsta radio- och TV-pris. Från starten var det endast avsett att belöna radioprogram, men från 1957 utvidgades det till att även omfatta TV-program.
Bland de mest framstående mottagarna av Prix Italia finns Samuel Beckett, Ingmar Bergman, Federico Fellini, Werner Herzog, Peter Greenaway, Ken Loach, Harold Pinter och Dylan Thomas.
Bertil Danielssons kortfilm ”Viggen Viggo” vann sin kategori startåret 1957 och gav därmed svensk television dess första internationella utmärkelse.

## Svenska pristagare
Genom åren har följande svenska radioproduktioner och TV-filmer tilldelats Prix Italia:

### Radio
1987
- Special Prize for Fiction

En natt i den svenska sommaren Av: Staffan Roos, Erland Josephson, Eva Ancker;
- Franco Zaffrani Prize for Music

Tjidtjag och Tjidtjaggaise Av: Rolf Enström, Ingrid Hiort af Ornäs
1990
- Special Prize for Fiction

En själslig angelägenhet Regi: Ingmar Bergman
1991
- Special Prize for Documentaries

Molnen ändrar ständigt form Regi: Anders Grönros
1993
- Special Prize for Music

Goase Dusse (Fågelsymfonin) Regi: Nils-Aslak Valkeapää
1994
- Prix Italia for Documentaries

I skuggan av Fantomen Regi: Susanne Björkman
2004
- Music – Work on Music

De spelar fel! Regi: Henric Holmberg
2006
- Documentary (For Special Characteristics)

Det sociala slarvet Regi: Magnus Arvidson
- Music – Composed Work

Hittekvinnan Regi: Paula af Malmborg
2007
- Work on Music

Schüldt i P2 (Specialprogram) Regi: Eric Schüldt
2008
- Special Prize for Documentaries

Pappa tar semester Regi: Martin Johnsson

### TV
1957
- Pize of the City of Taormina for documentaries

Viggen Viggo (Viggo the duck), dokumentärfilm av Bengt Danielsson
1961
- Prix Italia for musical programmes

Den elaka drottningen (The evil queen), dansfilm av Birgit Cullberg och Dag Wirén
1962
- Prix City of Verona for original dramatic programmes

Välkomstmiddagen (The welcome home dinner) film av Birgit Linton-Malmforce 
1964
- Prix Italia for documentaries

Året på ön (Island year-bok), dokumentärfilm av Bertil Danielsson
1966
- Unesco prize for a documentary on the occasion of the xx anniversary of its foundation

Livets början (The beginning of life), dokumentärfilm av Lennart Nilsson och Lars Wallen
1967
- Prix Italia for stereophonic musical and dramatic programmes

Riedaglia, musikfilm av Lars Egler och Georg Riedel
1971
- Prix Italia for original musical programmes

Rött vin i grönt glas, dansfilm av Birgit Cullberg och Måns Reuterswärd
1973
- Prix Italia for Dramatic Programmes

Ett nytt liv (Crash), film av Bengt Bratt och Lennart Hjulström
1977
- Prix Italia for Drama

Det löser sig, av Christer Dahl
1979
- Prix Italia for Music

Kristina - en drottning begav sig till Rom, film av Inger Åby
1981
- Prix Italia for Drama

Jackpot, dramafilm av Kjell Sundvall
1983
- Prix Italia for Music

Gustav III - teaterkung och drömmare, film av Inger Åby
1984
- RAI Prize for Drama

Midvinterduell, dramafilm av Lars Molin
1985
- Prix ltalia for Documentaries

Smärtgränsen (Beyond sorrow, beyond pain), dokumentärfilm av Agneta Elers-Jarleman.
1986
- RAI Prize for Fiction

Seppan, dramafilm av Agneta Fagerström-Olsson
1988
- Regione Campania Prize for Music

Confidencen, film av Inger Åby
1989
- Special Prize for a television programme on ecology

Arktisk tragedi av Henrik Ekman, Bo Landin och Hans Ostbon 
1990
- Special Prize for Fiction

Förhöret av Pelle Berglund
1994
- Special Prize for Fiction

Den gråtande ministern , av Leif Magnusson
1995
- Prix Italia for Music and Arts

Rucklarens väg av Inger Åby
1998
- Fiction  - Serials

Hammarkullen dramaserie av Agneta Fagerström-Olsson
1999
- Performing Arts

Törnrosa, dansfilm av Mats Ek
2000
- Documentary - Current Affairs

Jag älskar dig Natasja! , av Håkan Pieniowski, Kåge Jonsson, Kurt Bergmark.
2001
- Documentary - Current Affairs

Heritage for sale av Johan Branstad 
2004
- Drama  - Tv Movies and Mini Series

Saraband av Ingmar Bergman
2005
- Tv Drama – Series and Serials

Kniven i hjärtat av Agneta Fagerström-Olsson
2007
- Tv Documentaries - Cultural And General Interest

Nunnan, dokumentärfilm av Maud Nycander
2009
- Special Prize SIGNIS

Drottningen och jag, dokumentär av Nahid Persson Sarvestani
2010
- Performing arts

Ställe, dansfilm av Jonas Åkerlund
2012
- Documentaries: Cultural and General Interest

Han tror han är bäst, dokumentärfilm av Maria Kuhlberg
2013
- Tv Drama - Series and Serials

Äkta människor, av Lars Lundström.